# Horssen

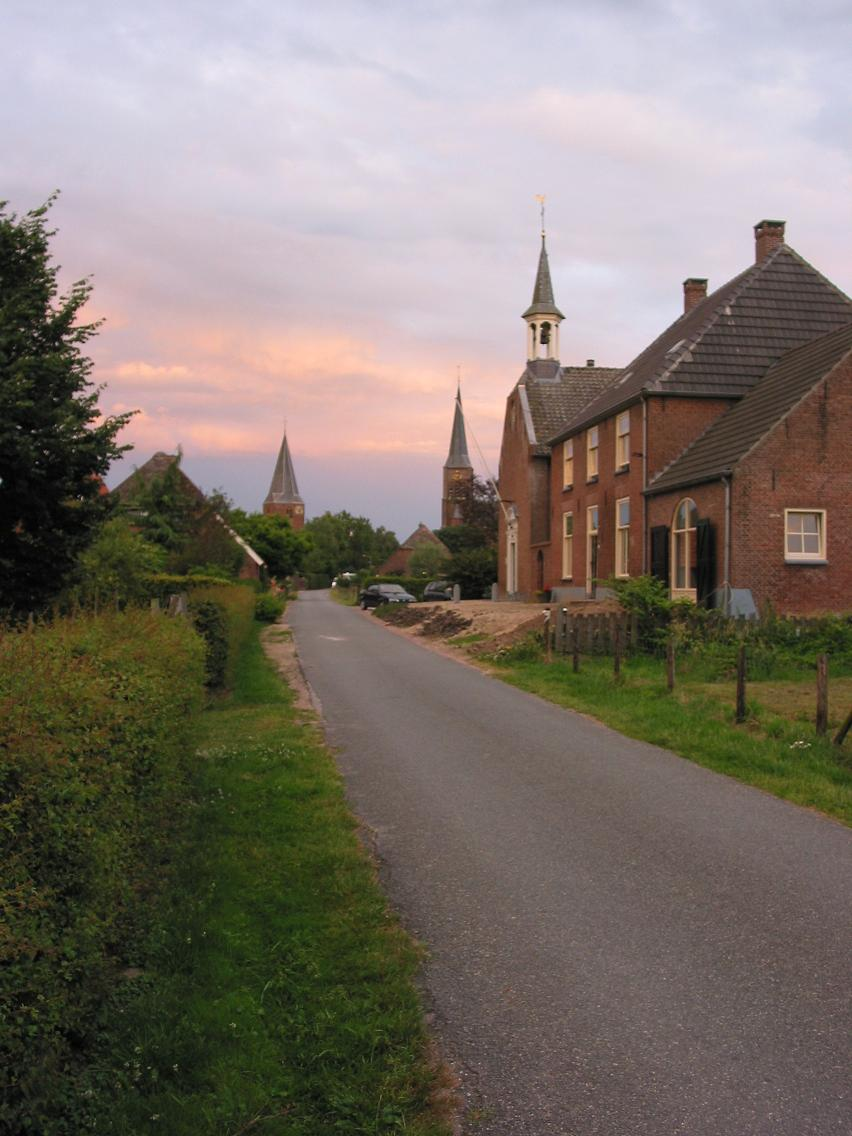
Horssen: la Kerkpad

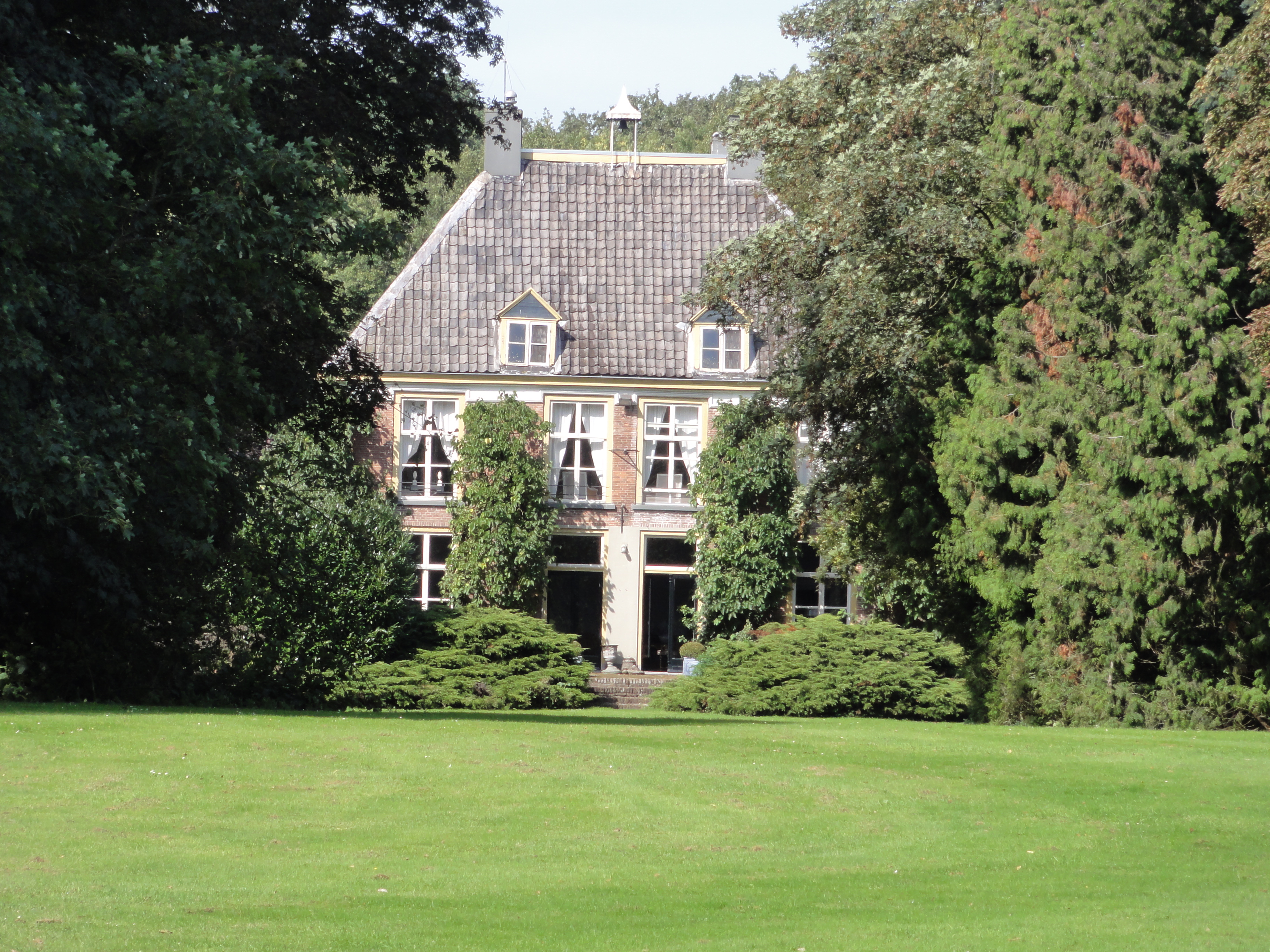
Huis Horssen

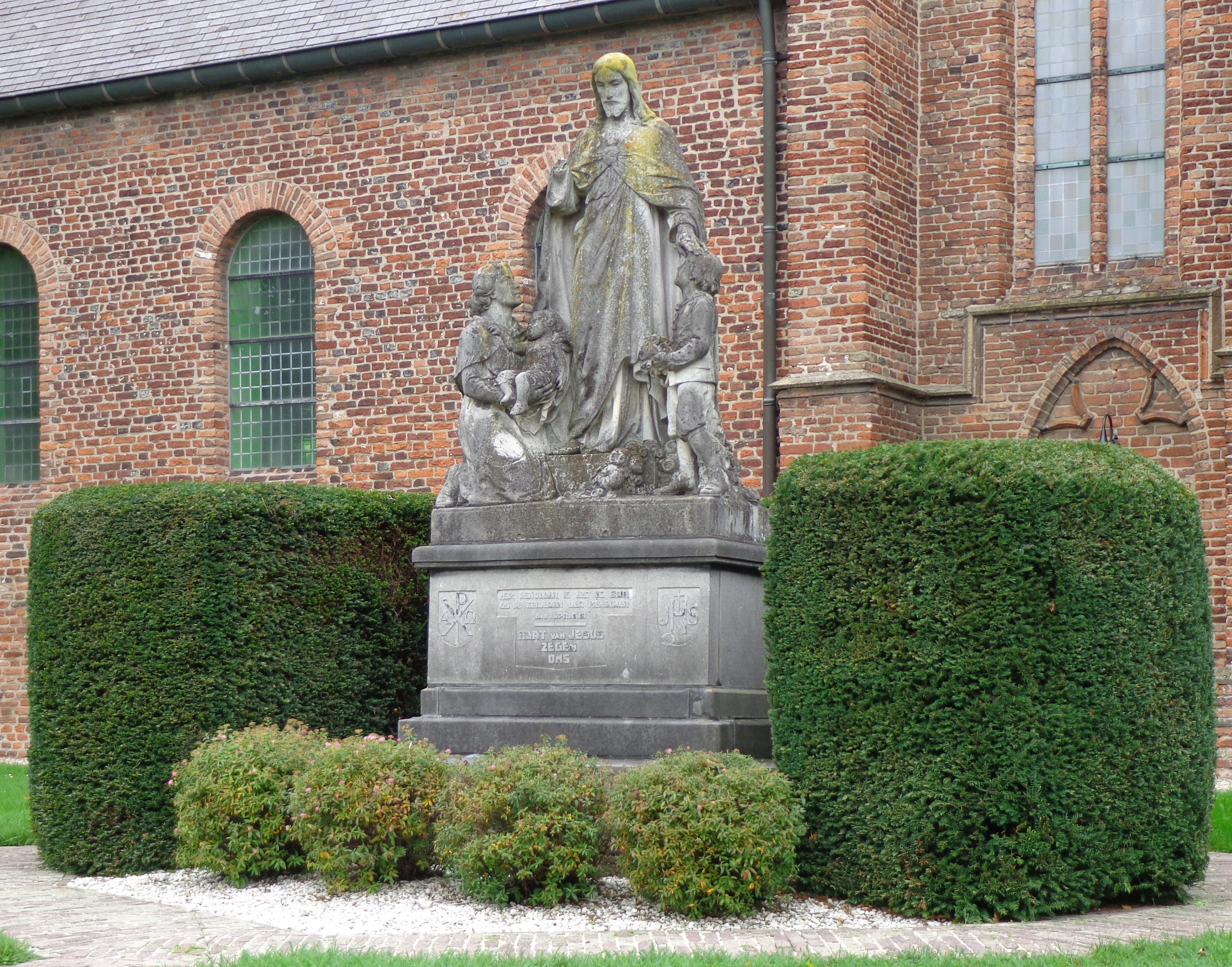
Horssen: la chiesa di San Bonifacio

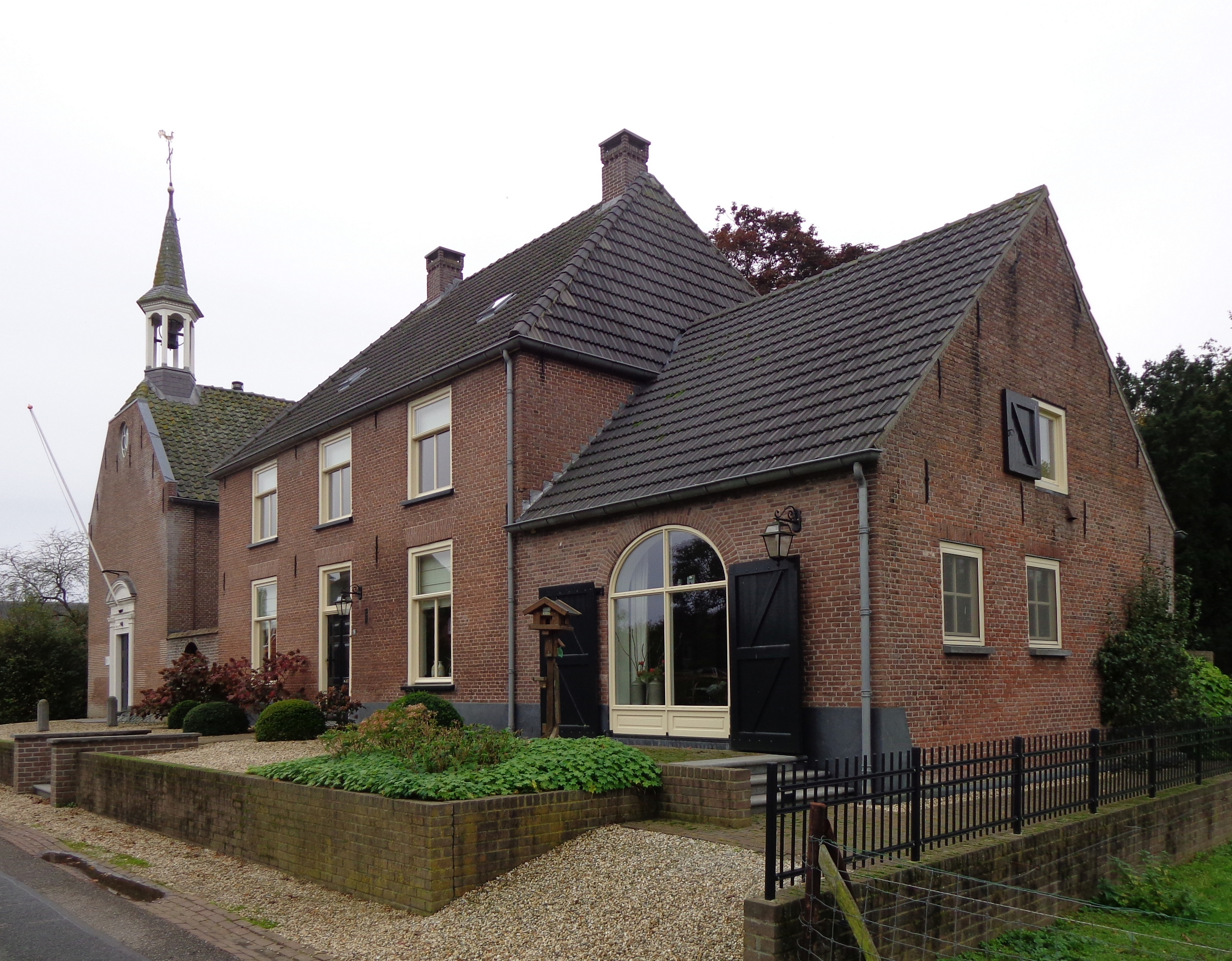
Horssen: la canonica della chiesa protestante

Horssen è un villaggio (dorp) di circa 1 600 abitanti del sud-est dei Paesi Bassi, facente parte della provincia della Gheldria (Gelderland) e situato nella regione nota come Land van Maas en Waal. Dal punto di vista amministrativo, si tratta di un ex-comune, dal 1984 accorpato alla municipalità di Druten.
Un tempo era una signoria.

## Geografia fisica
Horssen si trova a nord del corso del fiume Mosa, tra le località di Appeltern e Puiflijk (rispettivamente a nord della prima e a sud della seconda) e tra le località di Altforst e Bergharen (rispettivamente a est della prima e a ovest della seconda).

## Origini del nome
Il toponimo Horssen, attestato in questa forma dal 1394 e precedentemente come N. de Horsne (1242) e Hursen (1280) è formato dai termini hors, che significa "cavallo", e winne (in olandese moderno: weide), che significa "pascolo".

## Storia

### Dalle origini ai giorni nostri
Per lungo tempo Horssen fece parte del territorio della signoria di Batenburg, prima di tornare indipendente nel 1649. Proprietaria della signoria fu la famiglia Bouwens.
Un tempo sorgeva a Horssen un castello, che è stato demolito nel 1869.
Il nome della località fu usato due volte come nome di due navi della Compagnia delle Indie Orientali.
Horssen divenne poi un comune nel 1810.

### Simboli
Nello stemma di Horssen è raffigurato un leone dorato su sfondo blu.
Il leone è forse riconducibile allo stemma della Gheldria, o più probabilmente, allo stemma della famiglia Bouwens.

## Monumenti e luoghi d'interesse
Horssen vanta 10 edifici classificati come rijksmonument e 23 edifici classificati come gemeentelijk monument.

### Architetture religiose
A Horssen si trovano tre chiese principali: la chiesa di San Bonifacio, la chiesa protestante e la chiesa abbaziale di Sant'Antonio, tutte situate lungo la Kerkpad.

#### Chiesa di San Bonifacio
La chiesa più antica di Horssen è la chiesa di San Bonifacio (Bonifatiuskerk), una chiesa cattolica risalente al XVI secolo.

#### Chiesa protestante
La chiesa protestante (Protestantse Kerk), risale al 1821-1822.

#### Chiesa di Sant'Antonio
La chiesa abbaziale di Sant'Antonio (Antonius Abtkerk), una chiesa cattolica, venne realizzata nel 1910 in stile neogotico su progetto dell'architetto C.J.H. Franssen.

### Architetture civili

#### Huis Horssen
Altro edificio d'interesse è la Huis Horssen (o Huis te Horssen), una residenza signorile costruita agli inizi del XIX secolo nel luogo dove sorgeva l'antico castello.

## Società

### Evoluzione demografica
Al censimento del 2020, Wijdenes contava una popolazione pari a 1 630 abitanti, in maggioranza (50,3%) di sesso maschile.
La popolazione al di sotto dei 16 anni era pari a 240 unità, mentre la popolazione dai 65 anni in su era pari a 300 unità.
La località ha conosciuto in incremento demografico a partire dal 2016, quando contava 1 595 abitanti. In precedenza, aveva conosciuto un progressivo decremento demografico a partire dal 2013, quando contava 1 665 abitanti.

## Geografia antropica

### Suddivisioni amministrative
Buurtschappen:
- Molenhoek
- Neersteind